# Copa Ganadores de Copa
A Copa Ganadores de Copa vagy Recopa Sudamericana de Clubes egy megszűnt, a CONMEBOL által szervezett szervezett labdarúgókupa volt 1970 és 1971 között.
A kupasorozatot azon csapatok számára hozták létre, akik nem tartoztak a legsikeresebb együttesek közé és nem jutottak be Copa Libertadores mezőnyébe
Az 1970-es sorozat győztese a bolíviai Mariscal Santa Cruz lett. Az 1971-es kiírásban az 1. csoport mérkőzéseit nem játszották le, helyette barátságos mérkőzéseket rendeztek. A 2. csoport győztese lett a nem hivatalos kupagyőztes.

## Kupadöntők

### 1970-es Copa Ganadores de Copa
| 1. csoport: El Nacional Libertad Canarias |  | 2. csoport: Atlanta Mariscal Santa Cruz Unión Española Municipal Rampla Juniors |

Brazília és Kolumbia visszautasította a részvételt, ezért az 1. csoport három, a 2. csoport öt csapatos volt.

### Döntő
| Szezon | Győztes                                                  | Eredmény | 2. helyezett | Helyszín                   |
| ------ | -------------------------------------------------------- | -------- | ------------ | -------------------------- |
| 1970   | Mariscal Santa Cruz                                      | 0–0      | El Nacional  | Estadio Olímpico Atahualpa |
| 1970   | Mariscal Santa Cruz                                      | 2–0      | El Nacional  | Estadio La Paz             |
| 1970   | A Mariscal Santa Cruz győzött összesítésben 2–0 arányban |          |              |                            |

### 1971-es Copa Ganadores de Copa
| 1. csoport: Huracán Buceo Concepción Egy meghatározatlan csapat Argentínából Egy meghatározatlan csapat Bolíviából |  | 2. csoport: América Olimpia Juan Aurich Valencia |

### Eredmények
Brazília és Kolumbia úgy döntött nem indul a sorozatban. Az előző szezonhoz hasonlóan ugyanaz a lebonyolítási rendszer volt.
1971. február 25-én a CONMEBOL döntése értemében barátságos tornának lett minősítve a sorozat és nem osztottak serleget sem. A Deportes Concepción visszalépett és a Huracán Buceo részvételi szándéka sem érkezett meg. Az 1. csoportban nem kerültek lejátszásra a mérkőzések, ezért 2. csoportból az América lett a barátságos torna győztese. 
Bár a CONMEBOL az 1971-es tornát nem ismeri el hivatalosan, az IFFHS (International Federation of Football History and Stadistics) hivatalos versenynek minősítette.